# 2005년 서울국제실험영화페스티벌
제2회 서울국제실험영화페스티벌은 2005년 9월 7일에 열린 시상식이다.

## 수상 및 후보

### 필름매체상
- 세계의 거울 영화 - 구스타브 데우취 수상

### 비디오매체상
- 빛을 향하는 나방들 - 마티아스 프리취 수상

### 후지상
- 잠재적 슬픔 - 김시헌 수상

### 엑스-나우
- 콰에다 쿼리티 퀘스천 퀵클리 퀵클리 콰이어트 - 렌카 클레이튼
- ...엔터 파이로비블리오스... - 카미유 바코스
- ...엔터 파이로비블리오스... - 미엘칼 앤드
- 시빌 디서비디언스 - 윌리엄 라반
- 컬러 바 - 사이먼 페인
- 엘 히조 & 엘 리브로 - 라파엘
- V3/G.S.I.L. XXIX - 리아
- 맛있고 역겨운 - 구리 구리 넨릭슨
- 첫번째 외출을 다루는 두 번째 장 - 허기정
- 흔적을 남기다 - 유지숙
- 우주공허 - 김숙현
- 우주공허 - 곽언영
- 치욕의 함정 - 로버트 이오리니
- 고요한 바다를 위한 물방울들 - 마우리지오 메르쿠리
- 방문자들 - 스티브 드워스킨
- 리프 - 리즈 로즈
- 루우카안캉가스 갱신되고, 재방문된 - 다리우즈 크르젝젝
- 가속화된 선 - 마누엘 크냅
- 노 컷 - 이지훈
- 검게 반짝이는 장식들 - 7번째 베일의 춤 - 에이미 그린필드
- 몬스터 - 윤수인
- 작별 - 김령은
- 누보라리 - 안토니오 포스
- 치킨의 익명성 - 데이브 번스
- 다섯가지 Terre의 질서에 대한 생각 - 켄 코브랜드
- 비트크러셔 - 하랄드 홀바
- 킬보 - 미카엘라 그릴
- 10시 50분부터 11시 50분 - 사비나 제이콥슨
- 새 - 거벤 크럭
- 고립 - 김효나
- 이별 - 이홍재
- 미시시피 - 아라쉬 T. 리아히
- 13 - 사이몬 페이스풀
- 복도 - 버지니 라가니어
- 남회귀선 - 키카 니콜엘라
- 캔 아이 커레스 홉 - 미첼 네이스미스
- 코스모스 - 토르스텐 플레쉬
- 로커03 - 이브스 드 메이
- 로커03 - 유겐 반 거멧
- 로커03 - 샘 바노버샐드
- 솔로 밋 코어 - 카로 골드
- 슬라이딩 화이트 - 에릭 슈 치-만
- 차이나타운에 대한 주관적 기록 - 임고은
- 해님 달님 - 박용석
- 규칙 불규칙 규칙 - 바바라 도저
- 조르직스 - 두포어 엠마뉴엘
- 필름사운드 - 이안 헬리웰
- 테이네를 재구성하다 - 콘도우 히로시
- 씬 페이플리스 - 사무엘 스티븐스
- 국지성 기후의 소리 - 세미콘덕터
- 11월 - 히토 스테옐
- FCP-Series - 송기원
- 2005.1 홍제천 물 - 정재훈
- 재료들 - 빌리 로이즈
- 정크야드 독 - 에밀리 리차드슨
- 도쿄의 수요일 밤 - 얀 베르빅
- 제목없음 - 리즈 로젠필드
- 달콤한 향기 - 마미 코세무라
- 리갈 에러리스트 - 마라 마튜쉬카
- 리갈 에러리스트 - 크리스 하링
- 변하기 쉬운 세계 - 미리암 티예스
- 크레인 퍼포먼스 - 이나 신스케
- 애니멀 트래직 - 팀 맥밀란
- 순수한 상호성 - 신용식
- 페이지_214 - 지윤정
- 벽 - 브리지타 보덴나어
- 벽 - 미첼 슈트로만
- 벽 - 디디 브루크마이어
- 연인들 - 쟝-가브리엘 뻬리오
- 화석화 - 커트 드나세러
- 사촌들 - 장-샤를레 타셀라
- 오브제 - 니코스 벨리오티스
- 거울 장치 - 지그프리드 A. 프르아우프
- 나비와 가수 - 트리니 리즈 네드리아스
- 마녀의 예언 - 요시노 테페이
- 미술관 작품 - 존 스미스
- 체임버 - 유석현
- 중력에 관한 새로운 법칙 - 최미경
- 에테르 - 브루스 토브스키
- 아나콘다 타겟 - 도미닉 앤거레임
- 나는 아무 것도 없는 곳을 생소하다고 해서는 안된다 - 요나탄 비니스키
- 수구루 - 수잔느 퀘스터
- 크로놈포스 - 티나 프랭크
- 일상의 비즈니스 - 조 히스콧
- 전기 달걀 - 다이스케 마시모
- 다윈이 잠자는 동안 - 폴 부시
- 다시 찾은 티벳 - 맨프레드 네우위스
- 밤보다 더한 것 - 다니엘 아이젠버그